# Réseau des villes créatives UNESCO
Le réseau des villes créatives (RVCU) a été lancé par l'Organisation des Nations unies pour l'éducation, la science et la culture (UNESCO) en octobre 2004, à la suite d'une décision prise lors de la 170e session de son Conseil exécutif. Il a pour but de défendre et de promouvoir la diversité culturelle et d'encourager la valorisation du potentiel créatif, social et économique des collectivités locales. Il est né de l'expérience de l'Alliance globale pour la diversité culturelle mise en place en 2002 par l'UNESCO.
En 2019, le réseau compte 350 villes membres, réparties en sept catégories thématiques : littérature, cinéma, musique, artisanat et arts populaires, design, arts numériques et gastronomie.

## Les villes du réseau[2]
| Saint-Etienne (France) · Lyon (France) · Turin (Italie) · Enghien-les-Bains (France) · Berlin (Allemagne) · Hanovre (Allemagne) · Heidelberg (Allemagne) · Mannheim (Allemagne) · Graz (Autriche) · Ljubljana (Slovénie) · Linz (Autriche) · Prague (République tchèque) · Budapest (Hongrie) · Fabriano (Italie) · Rome (Italie) · Bologne (Italie) · Bitola (Macédoine) · Sofia (Bulgarie) · Séville (Espagne) · Grenade (Espagne) · Obidos (Portugal) · Idanha a Nova (Portugal) · Bilbao (Espagne) · Barcelone (Espagne) · Östersund (Suède) · Helsinki (Finlande) · Tartu (Estonie) · Kaunas (Lituanie) · Reykjavik (Islande) · Gand (Belgique) · Edimbourg (Royaume-Uni) · Dundee (Royaume-Uni) · Norwich (Royaume-Uni) · Nottingham (Royaume-Uni) · Bradford (Royaume-Uni) · York (Royaume-Uni) · Glasgow (Royaume-Uni) · Dublin (Irlande) · Galway (Irlande) · Cracovie (Pologne) · Katowice (Pologne) · Lviv (Ukraine) · Zahle (Liban) · Tel Aviv-Jaffa (Israël) · Bagdad (Iraq) · Isfahan (Iran) · Gaziantep (Turquie) · Dakar (Sénégal) · Brazzaville (Congo) · Kinshasa (République démocratique du Congo) · Lubumbashi (République démocratique du Congo) · Assouan (Egypte) · Varanasi (Inde) · Jaipur (Inde) · Chennai (Inde) · Mumbai (Inde) · Hyderabad (Inde) · Srinagar (Inde) · Seoul (Corée du Sud) · Pékin (Chine) · Shanghai (Chine) · Suzhou (Chine) · Shenzhen (Chine) · Shunde (Chine) · Hangzhou (Chine) · Jingdezhen (Chine) · Chengdu (Chine) · Icheon (Corée du Sud) · Jeonju (Corée du Sud) · Gwangju (Corée du Sud) · Tongyeong (Corée du Sud) · Busan (Corée du Sud) · Sapporo (Japon) · Kanazawa (Japon) · Tsuruoka (Japon) · Kobe (Japon) · Tamba-Sasayama (Japon) · Nagoya (Japon) · Hamamatsu (Japon) · Melbourne (Australie) · Adelaide (Australie) · Sydney (Australie) · Dunedin (Nouvelle-Zélande) · Pekalongan (Indonésie) · Bandung (Indonésie) · Singapour (Singapour) · Nassau (Bahamas) · Jacmel (Haïti) · Kingston (Jamaïque) · San Cristobal de Las Casas (Mexique) · Puebla (Mexique) · Bogota (Colombie) · Medellin (Colombie) · Popayan (Colombie) · Durán (Équateur) · Buenos Aires (Argentine) · Montevideo (Uruguay) · Curitiba (Brésil) · Santos (Brésil) · Bahia (Brésil) · Florianópolis (Brésil) · Montréal (Canada) · Detroit (Etats-Unis) · Iowa City (Etats-Unis) · Santa Fe (États-Unis) · Paducah (États-Unis) · Oulianovsk (Fédération de Russie) |

| Catégorie                    | Ville                      | Pays                             | Date                    |
| ---------------------------- | -------------------------- | -------------------------------- | ----------------------- |
| Littérature                  | Édimbourg                  | Royaume-Uni                      | octobre 2004            |
| Littérature                  | Melbourne                  | Australie                        | août 2008               |
| Littérature                  | Iowa City                  | États-Unis                       | novembre 2008           |
| Littérature                  | Dublin                     | Irlande                          | juillet 2010            |
| Littérature                  | Reykjavik                  | Islande                          | août 2011               |
| Littérature                  | Norwich                    | Royaume-Uni                      | mai 2012                |
| Littérature                  | Cracovie                   | Pologne                          | octobre 2013            |
| Littérature                  | Dunedin                    | Nouvelle-Zélande                 | décembre 2014           |
| Littérature                  | Grenade                    | Espagne                          | décembre 2014           |
| Littérature                  | Heidelberg                 | Allemagne                        | décembre 2014           |
| Littérature                  | Prague                     | République tchèque               | décembre 2014           |
| Littérature                  | Bagdad                     | Irak                             | décembre 2015           |
| Littérature                  | Barcelone                  | Espagne                          | décembre 2015           |
| Littérature                  | Ljubljana                  | Slovénie                         | décembre 2015           |
| Littérature                  | Lviv                       | Ukraine                          | décembre 2015           |
| Littérature                  | Montevideo                 | Uruguay                          | décembre 2015           |
| Littérature                  | Nottingham                 | Royaume-Uni                      | décembre 2015           |
| Littérature                  | Obidos                     | Portugal                         | décembre 2015           |
| Littérature                  | Tartu                      | Estonie                          | décembre 2015           |
| Littérature                  | Oulianovsk                 | Russie                           | décembre 2015           |
| Littérature                  | Bucheon                    | Corée du Sud                     | octobre 2017            |
| Littérature                  | Durban                     | Afrique du Sud                   | octobre 2017            |
| Littérature                  | Lillehammer                | Norvège                          | octobre 2017            |
| Littérature                  | Manchester                 | Royaume-Uni                      | octobre 2017            |
| Littérature                  | Milan                      | Italie                           | octobre 2017            |
| Littérature                  | Québec                     | Canada                           | octobre 2017            |
| Littérature                  | Seattle                    | États-Unis                       | octobre 2017            |
| Littérature                  | Utrecht                    | Pays-Bas                         | octobre 2017            |
| Littérature                  | Angoulême                  | France                           | octobre 2019            |
| Littérature                  | Beyrouth                   | Liban                            | octobre 2019            |
| Littérature                  | Exeter                     | Royaume-Uni                      | octobre 2019            |
| Littérature                  | Kuhmo                      | Finlande                         | octobre 2019            |
| Littérature                  | Lahore                     | Pakistan                         | octobre 2019            |
| Littérature                  | Leeuwarden                 | Pays-Bas                         | octobre 2019            |
| Littérature                  | Nankin                     | Chine                            | octobre 2019            |
| Littérature                  | Odessa                     | Ukraine                          | octobre 2019            |
| Littérature                  | Souleimaniye               | Irak                             | octobre 2019            |
| Littérature                  | Wonju                      | Corée du Sud                     | octobre 2019            |
| Littérature                  | Wrocław                    | Pologne                          | octobre 2019            |
| Littérature                  | Lyon                       | France                           | novembre 2023           |
| Cinéma                       | Bradford                   | Royaume-Uni                      | juin 2009               |
| Cinéma                       | Sydney                     | Australie                        | novembre 2010           |
| Cinéma                       | Busan                      | Corée du Sud                     | décembre 2014           |
| Cinéma                       | Galway                     | Irlande                          | décembre 2014           |
| Cinéma                       | Sofia                      | Bulgarie                         | décembre 2014           |
| Cinéma                       | Bitola                     | Macédoine                        | décembre 2015           |
| Cinéma                       | Rome                       | Italie                           | décembre 2015           |
| Cinéma                       | Santos                     | Brésil                           | décembre 2015           |
| Cinéma                       | Bristol                    | Royaume-Uni                      | octobre 2017            |
| Cinéma                       | Łódź                       | Pologne                          | octobre 2017            |
| Cinéma                       | Qingdao                    | Chine                            | octobre 2017            |
| Cinéma                       | Terrassa                   | Espagne                          | octobre 2017            |
| Cinéma                       | Yamagata                   | Japon                            | octobre 2017            |
| Cinéma                       | Bombay                     | Inde                             | octobre 2019            |
| Cinéma                       | Potsdam                    | Allemagne                        | octobre 2019            |
| Cinéma                       | Sarajevo                   | Bosnie-Herzégovine               | octobre 2019            |
| Cinéma                       | Valladolid                 | Espagne                          | octobre 2019            |
| Cinéma                       | Wellington                 | Nouvelle-Zélande                 | octobre 2019            |
| Cinéma                       | Cannes                     | France                           | novembre 2021           |
| Musique                      | Séville                    | Espagne                          | mars 2006               |
| Musique                      | Bologne                    | Italie                           | mai 2006                |
| Musique                      | Glasgow                    | Royaume-Uni                      | août 2008               |
| Musique                      | Gand                       | Belgique                         | juin 2009               |
| Musique                      | Bogota                     | Colombie                         | mars 2012               |
| Musique                      | Brazzaville                | République du Congo              | octobre 2013            |
| Musique                      | Hamamatsu                  | Japon                            | décembre 2014           |
| Musique                      | Hanovre                    | Allemagne                        | décembre 2014           |
| Musique                      | Mannheim                   | Allemagne                        | décembre 2014           |
| Musique                      | Adélaïde                   | Australie                        | décembre 2015           |
| Musique                      | Idanha-a-Nova              | Portugal                         | décembre 2015           |
| Musique                      | Katowice                   | Pologne                          | décembre 2015           |
| Musique                      | Kingston                   | Jamaïque                         | décembre 2015           |
| Musique                      | Kinshasa                   | République démocratique du Congo | décembre 2015           |
| Musique                      | Liverpool                  | Royaume-Uni                      | décembre 2015           |
| Musique                      | Medellin                   | Colombie                         | décembre 2015           |
| Musique                      | Salvador                   | Brésil                           | décembre 2015           |
| Musique                      | Tongyeong                  | Corée du Sud                     | décembre 2015           |
| Musique                      | Varanasi                   | Inde                             | décembre 2015           |
| Musique                      | Almaty                     | Kazakhstan                       | octobre 2017            |
| Musique                      | Amarante                   | Portugal                         | octobre 2017            |
| Musique                      | Auckland                   | Nouvelle-Zélande                 | octobre 2017            |
| Musique                      | Brno                       | République tchèque               | octobre 2017            |
| Musique                      | Chennai                    | Inde                             | octobre 2017            |
| Musique                      | Daegu                      | Corée du Sud                     | octobre 2017            |
| Musique                      | Frutillar                  | Chili                            | octobre 2017            |
| Musique                      | Kansas City                | États-Unis                       | octobre 2017            |
| Musique                      | Morelia                    | Mexique                          | octobre 2017            |
| Musique                      | Norrköping                 | Suède                            | octobre 2017            |
| Musique                      | Pesaro                     | Italie                           | octobre 2017            |
| Musique                      | Praia                      | Cap-Vert                         | octobre 2017            |
| Musique                      | Metz                       | France                           | octobre 2019            |
| Musique                      | Ambon                      | Indonésie                        | octobre 2019            |
| Musique                      | Essaouira                  | Maroc                            | octobre 2019            |
| Musique                      | Kazan                      | Russie                           | octobre 2019            |
| Musique                      | Kırşehir                   | Turquie                          | octobre 2019            |
| Musique                      | Leiria                     | Portugal                         | octobre 2019            |
| Musique                      | Llíria                     | Espagne                          | octobre 2019            |
| Musique                      | Port-d'Espagne             | Trinité-et-Tobago                | octobre 2019            |
| Musique                      | Ramallah                   | Palestine                        | octobre 2019            |
| Musique                      | Sanandadj                  | Iran                             | octobre 2019            |
| Musique                      | Saint-Domingue             | République dominicaine           | octobre 2019            |
| Musique                      | Valledupar                 | Colombie                         | octobre 2019            |
| Musique                      | Valparaíso                 | Chili                            | octobre 2019            |
| Musique                      | Veszprem                   | Hongrie                          | octobre 2019            |
| Musique                      | Vranje                     | Serbie                           | octobre 2019            |
| Musique                      | Toulouse                   | France                           | octobre 2023            |
| Musique                      | Montreux                   | Suisse                           | novembre 2023           |
| Artisanat et arts populaires | Santa Fe                   | États-Unis                       | juillet 2005            |
| Artisanat et arts populaires | Assouan                    | Égypte                           | septembre 2005          |
| Artisanat et arts populaires | Kanazawa                   | Japon                            | juin 2009               |
| Artisanat et arts populaires | Icheon                     | Corée du Sud                     | juillet 2010            |
| Artisanat et arts populaires | Hangzhou                   | Chine                            | avril 2012              |
| Artisanat et arts populaires | Fabriano                   | Italie                           | octobre 2013            |
| Artisanat et arts populaires | Paducah                    | États-Unis                       | novembre 2013           |
| Artisanat et arts populaires | Jacmel                     | Haïti                            | décembre 2014           |
| Artisanat et arts populaires | Jingdezhen                 | Chine                            | décembre 2014           |
| Artisanat et arts populaires | Nassau                     | Bahamas                          | décembre 2014           |
| Artisanat et arts populaires | Pekalongan                 | Indonésie                        | décembre 2014           |
| Artisanat et arts populaires | Suzhou                     | Chine                            | décembre 2014           |
| Artisanat et arts populaires | Al-Ahsa                    | Arabie saoudite                  | décembre 2015           |
| Artisanat et arts populaires | Bamiyan                    | Afghanistan                      | décembre 2015           |
| Artisanat et arts populaires | Durán                      | Équateur                         | décembre 2015           |
| Artisanat et arts populaires | Isfahan                    | Iran                             | décembre 2015           |
| Artisanat et arts populaires | Jaipur                     | Inde                             | décembre 2015           |
| Artisanat et arts populaires | Lubumbashi                 | République démocratique du Congo | décembre 2015           |
| Artisanat et arts populaires | San Cristóbal de Las Casas | Mexique                          | décembre 2015           |
| Artisanat et arts populaires | Tamba-Sasayama             | Japon                            | décembre 2015           |
| Artisanat et arts populaires | Baguio                     | Philippines                      | octobre 2017            |
| Artisanat et arts populaires | Barcelos                   | Portugal                         | octobre 2017            |
| Artisanat et arts populaires | Le Caire                   | Égypte                           | octobre 2017            |
| Artisanat et arts populaires | Carrare                    | Italie                           | octobre 2017            |
| Artisanat et arts populaires | Chiangmai                  | Thaïlande                        | octobre 2017            |
| Artisanat et arts populaires | Chordeleg (en)             | Équateur                         | octobre 2017            |
| Artisanat et arts populaires | Gabrovo                    | Bulgarie                         | octobre 2017            |
| Artisanat et arts populaires | João Pessoa                | Brésil                           | octobre 2017            |
| Artisanat et arts populaires | Kütahya                    | Turquie                          | octobre 2017            |
| Artisanat et arts populaires | Limoges                    | France                           | octobre 2017            |
| Artisanat et arts populaires | Madaba                     | Jordanie                         | octobre 2017            |
| Artisanat et arts populaires | Ouagadougou                | Burkina Faso                     | octobre 2017            |
| Artisanat et arts populaires | Porto-Novo                 | Bénin                            | octobre 2017            |
| Artisanat et arts populaires | Sheki                      | Azerbaïdjan                      | octobre 2017            |
| Artisanat et arts populaires | Sokodé                     | Togo                             | octobre 2017            |
| Artisanat et arts populaires | Tétouan                    | Maroc                            | octobre 2017            |
| Artisanat et arts populaires | Tunis                      | Tunisie                          | octobre 2017            |
| Artisanat et arts populaires | Areguá                     | Paraguay                         | octobre 2019            |
| Artisanat et arts populaires | Ayacucho                   | Pérou                            | octobre 2019            |
| Artisanat et arts populaires | Ballarat                   | Australie                        | octobre 2019            |
| Artisanat et arts populaires | Bandar Abbas               | Iran                             | octobre 2019            |
| Artisanat et arts populaires | Biella                     | Italie                           | octobre 2019            |
| Artisanat et arts populaires | Caldas da Rainha           | Portugal                         | octobre 2019            |
| Artisanat et arts populaires | Jinju                      | Corée du Sud                     | octobre 2019            |
| Artisanat et arts populaires | Kargopol                   | Russie                           | octobre 2019            |
| Artisanat et arts populaires | Charjah                    | Émirats arabes unis              | octobre 2019            |
| Artisanat et arts populaires | Sukhothaï                  | Thaïlande                        | octobre 2019            |
| Artisanat et arts populaires | Trinidad                   | Cuba                             | octobre 2019            |
| Artisanat et arts populaires | Viljandi                   | Estonie                          | octobre 2019            |
| Artisanat et arts populaires | Srinagar                   | Inde                             | novembre 2021           |
| Design                       | Buenos Aires               | Argentine                        | août 2005               |
| Design                       | Berlin                     | Allemagne                        | novembre 2005           |
| Design                       | Montréal                   | Canada                           | mai 2006                |
| Design                       | Nagoya                     | Japon                            | octobre 2008            |
| Design                       | Kōbe                       | Japon                            | octobre 2008            |
| Design                       | Shenzhen                   | Chine                            | novembre 2008           |
| Design                       | Shanghai                   | Chine                            | février 2010            |
| Design                       | Séoul                      | Corée du Sud                     | juillet 2010            |
| Design                       | Saint-Étienne              | France                           | novembre 2010           |
| Design                       | Graz                       | Autriche                         | mars 2011               |
| Design                       | Pékin                      | Chine                            | mai 2012                |
| Design                       | Bilbao                     | Espagne                          | décembre 2014           |
| Design                       | Curitiba                   | Brésil                           | décembre 2014           |
| Design                       | Dundee                     | Royaume-Uni                      | décembre 2014           |
| Design                       | Helsinki                   | Finlande                         | décembre 2014           |
| Design                       | Turin                      | Italie                           | décembre 2014           |
| Design                       | Bandung                    | Indonésie                        | décembre 2015           |
| Design                       | Budapest                   | Hongrie                          | décembre 2015           |
| Design                       | Détroit                    | États-Unis                       | décembre 2015           |
| Design                       | Kaunas                     | Lituanie                         | décembre 2015           |
| Design                       | Puebla                     | Mexique                          | décembre 2015           |
| Design                       | Singapour                  | Singapour                        | décembre 2015           |
| Design                       | Brasilia                   | Brésil                           | octobre 2017            |
| Design                       | Le Cap                     | Afrique du Sud                   | octobre 2017            |
| Design                       | Dubaï                      | Émirats arabes unis              | octobre 2017            |
| Design                       | Ville du Grand Geelong     | Australie                        | octobre 2017            |
| Design                       | Istanbul                   | Turquie                          | octobre 2017            |
| Design                       | Kolding                    | Danemark                         | octobre 2017            |
| Design                       | Courtrai                   | Belgique                         | octobre 2017            |
| Design                       | Mexico                     | Mexique                          | octobre 2017            |
| Design                       | Wuhan                      | Chine                            | octobre 2017            |
| Arts numériques              | Lyon                       | France                           | juin 2008-novembre 2023 |
| Arts numériques              | Sapporo                    | Japon                            | novembre 2013           |
| Arts numériques              | Enghien-les-Bains          | France                           | novembre 2013           |
| Arts numériques              | Dakar                      | Sénégal                          | décembre 2014           |
| Arts numériques              | Gwangju                    | Corée du Sud                     | décembre 2014           |
| Arts numériques              | Linz                       | Autriche                         | décembre 2014           |
| Arts numériques              | Tel Aviv-Jaffa             | Israël                           | décembre 2014           |
| Arts numériques              | York                       | Royaume-Uni                      | décembre 2014           |
| Arts numériques              | Austin                     | États-Unis                       | décembre 2015           |
| Arts numériques              | Braga                      | Portugal                         | octobre 2017            |
| Arts numériques              | Changsha                   | Chine                            | octobre 2017            |
| Arts numériques              | Guadalajara                | Mexique                          | octobre 2017            |
| Arts numériques              | Košice                     | Slovaquie                        | octobre 2017            |
| Arts numériques              | Toronto                    | Canada                           | octobre 2017            |
| Arts numériques              | Karlsruhe                  | Allemagne                        | octobre 2019            |
| Arts numériques              | Santiago de Cali           | Colombie                         | octobre 2019            |
| Arts numériques              | Viborg                     | Danemark                         | octobre 2019            |
| Arts numériques              | Namur                      | Belgique                         | novembre 2021           |
| Gastronomie                  | Popayán                    | Colombie                         | août 2005               |
| Gastronomie                  | Chengdu                    | Chine                            | février 2010            |
| Gastronomie                  | Östersund                  | Suède                            | juillet 2010            |
| Gastronomie                  | Jeonju                     | Corée du Sud                     | mai 2012                |
| Gastronomie                  | Zahle                      | Liban                            | octobre 2013            |
| Gastronomie                  | Florianópolis              | Brésil                           | décembre 2014           |
| Gastronomie                  | Shunde                     | Chine                            | décembre 2014           |
| Gastronomie                  | Tsuruoka                   | Japon                            | décembre 2014           |
| Gastronomie                  | Belém                      | Brésil                           | décembre 2015           |
| Gastronomie                  | Bergen                     | Norvège                          | décembre 2015           |
| Gastronomie                  | Burgos                     | Espagne                          | décembre 2015           |
| Gastronomie                  | Dénia                      | Espagne                          | décembre 2015           |
| Gastronomie                  | Ensenada                   | Mexique                          | décembre 2015           |
| Gastronomie                  | Gaziantep                  | Turquie                          | décembre 2015           |
| Gastronomie                  | Parme                      | Italie                           | décembre 2015           |
| Gastronomie                  | Phuket                     | Thaïlande                        | décembre 2015           |
| Gastronomie                  | Rasht                      | Iran                             | décembre 2015           |
| Gastronomie                  | Tucson                     | États-Unis                       | décembre 2015           |
| Gastronomie                  | Alba                       | Italie                           | octobre 2017            |
| Gastronomie                  | Buenaventura               | Colombie                         | octobre 2017            |
| Gastronomie                  | Cochabamba                 | Bolivie                          | octobre 2017            |
| Gastronomie                  | Hatay                      | Turquie                          | octobre 2017            |
| Gastronomie                  | Macao                      | Chine                            | octobre 2017            |
| Gastronomie                  | Panama                     | Panama                           | octobre 2017            |
| Gastronomie                  | Paraty                     | Brésil                           | octobre 2017            |
| Gastronomie                  | San Antonio                | États-Unis                       | octobre 2017            |
| Gastronomie                  | Hyderabad                  | Inde                             | octobre 2019            |
| Gastronomie                  | Rouen                      | France                           | novembre 2021           |
| Gastronomie                  | Fribourg                   | Suisse                           | novembre 2023           |

## Conférences
| No   | Ville                | Pays                          | Dates                       |
| ---- | -------------------- | ----------------------------- | --------------------------- |
| I    | Paris                | France                        | 2008                        |
| II   | Santa Fe             | États-Unis                    | 28 septembre-2 octobre 2008 |
| III  | Lyon                 | France                        | 2009                        |
| IV   | Shenzhen             | République populaire de Chine | 2010                        |
| V    | Séoul                | Corée du Sud                  | 2011                        |
| VI   | Montréal             | Canada                        | 21-25 mai 2012              |
| VII  | Bologne              | Italie                        | 18-21 septembre 2013        |
| VII  | Chengdu              | République populaire de Chine | 27-29 septembre 2014        |
| IX   | Kanazawa             | Japon                         | 25-28 mai 2015              |
| X    | Östersund            | Suède                         | 14-16 septembre 2016        |
| XI   | Enghien-les-Bains    | France                        | 30 juin-2 juillet 2017      |
| XII  | Cracovie et Katowice | Pologne                       | 12-15 juin 2018             |
| XIII | Fabriano             | Italie                        | 10-15 juin 2019             |
| XIV  | Santos               | Brésil                        | 18-22 juillet 2022          |
| XV   | Istanbul             | Turquie                       |                             |